# アンドレ・オフレ
アンドレ・オフレ（André Auffray、1884年9月2日 - 1953年11月3日）は、フランス、ソミュール出身の自転車競技（トラックレース）選手。

## 経歴
モリス・シユとのコンビで、1908年のロンドンオリンピック・タンデムスプリントで優勝。同大会の5kmレースではシユが2位、当人は3位に入った。
1907年
- グランプリ・ド・パリ アマチュア部門 優勝

1908年
- ロンドンオリンピック
  -  タンデムスプリント 優勝 (+ モリス・シユ)
  -  5 km 3位